# Плескачи
Плескачи (укр. Плескачі) — село, входит в Переяслав-Хмельницкий район Киевской области Украины.
Население по переписи 2001 года составляло 33 человека. Почтовый индекс — 08440. Телефонный код — 4567. Занимает площадь 0,21 км².

## Местный совет
08440, Київська обл., Переяслав-Хмельницький р-н, с. Велика Каратуль, вул. Сахна,3

## История
Есть на карте 1869 года как отметка без названия